# Ночная тьма
О романе Алистера Маклина см. Ночь без конца
«Бесконечная ночь» (англ. Endless Night) — детективный роман Агаты Кристи, опубликованный издательством Collins Crime Club в 1967 году. На русском языке публиковался под тремя названиями: «Ночная тьма», «Вечная тьма» и «Ночь без конца».
Первые наброски и планы, связанные с этой книгой, датируются 1961 годом. К работе над написанием романа Кристи приступила осенью 1966 года в США, где сопровождала во время лекционного тура своего мужа М. Маллована. В конце года она вернулась на родину, где встретила Рождество в Уэльсе, после чего вернулась в свой дом «Винтербрук» в Уоллингфорде, где и закончила книгу.

## Название
Название романа позаимствовано автором из строк поэмы «Изречения невинности» Уильяма Блэйка.
Тёмной ночью и чуть свет

люди явятся на свет

люди явятся на свет

А вокруг — ночная мгла.

и одних ждёт Счастья свет

А других несчастья тьма
Две последние строчки также цитируются в песне группы Дорз End of the Night из альбома The Doors, вышедшего в Америке в том же 1967 году. Достоверно неизвестно, каким источником пользовался автор текста Джим Моррисон, однако совпадение лет выхода романа и альбома, вероятно не случайно.

## Сюжет
Рассказ ведётся от лица Майкла Роджерса, амбициозного молодого человека, который влюбляется в Фенеллу Гутман (Элли) с первого взгляда. Он встретил её на территории поместья «Тауэрс», которое известно как «Цыганское подворье». Именно так называют местные жители участок земли, над которым, по старинной легенде висит проклятье. У Майкла эта земля не вызывает негативных ассоциаций и он мечтает построить на нём дом, где начать жить с любимой женщиной. В этом начинании его поддерживает его знакомый — архитектор Сантоникс, который обещает построить такой дом, если у него хватит на это здоровья. 
Молодые люди женятся и собираются покупать этот участок, чтобы построить на нём дом. Неожиданно Майкл узнает, что его молодая жена — одна из богатейших невест Америки, а участок в Англии она уже купила, чтобы выстроить дом их мечты. 

## Создание и публикация
С начала 1960-х годов Агата Кристи являлась ведущим представителем золотого века детектива и самым издаваемым современным английским писателем. Осенью 1966 года она сопровождала в США своего второго мужа археолога Макса Маллована, который был приглашён прочитать серию лекций в ряде университетов. По результатам исследования записных книжек Агаты Кристи Джон Карран пришёл к выводу, что первые наброски связанные с романом датируются 1961 годом, где они соседствуют с черновиками планов романов «И, треснув, зеркало звенит…» (1962), «Часы» (1963) и «Карибская тайна» (1964). Несмотря на то, что здесь представлен вариант, включающий в себя сюжетный ход из «Карибской тайны» («спасая ей жизнь несколько раз»), в целом в нём уже содержится некоторые основные элементы замысла нового романа (мотив и соучастник, который запугивает жертву): «Муж — хочет жениться на богатой женщине — и избавиться от неё — нанимает кого-то угрожать ей — недовольство — он перехватывает конфеты — и т. д., спасая ей жизнь несколько раз — её смерть в конце происходит от страха — она бежит от „призрака“ — и падает».
Писательнице очень понравилось в США: она получила наилучшие впечатления от природы, общественного устройства, образа жизни, людей культурных учреждений. Там она стала работать над новым романом, сделав к нему несколько черновых записей. В конце года она вернулась на родину, где провела Рождество в Уэльсе, после чего переехала в свой дом «Винтербрук» в Уоллингфорде, где и закончила книгу. Толчком к её написанию послужила легенда о валлийском «странном и красивом поместье», которую она услышала от Норы Причард — свекрови дочери Розалинды Хикс.
Работа продвигалась очень хорошо и обрадованная Агата сообщила своему постоянному издателю Уильяму Коллинзу, что планирует закончить её до конца года и уже начала обдумывать новый роман, получивший впоследствии названии «Щёлкни пальцем только раз» о приключениях её серийных персонажей Томми и Таппенс. К его созданию она приступила весной 1967 года после возвращения с мужем из Ирака. Что касается «Бесконечной ночи», то в литературе отмечается, что он был закончен очень быстро всего за шесть недель. В благодарность свекрови Розалинды автор посвятила ей роман со следующими словами «Норе Причард, от которой я впервые услышала легенду о цыганском участке» (To Nora Prichard from whom I first heard the legend of Gipsy’s Acre).
После того как роман попал в издательство он, как это было принято, был изучен рецензентами и составлен отчёт. 23 мая 1967 года один из них назвал его «удивительно захватывающим чтением». По его мнению, атмосфера безнадёжности пронизывает книгу с первых страниц, а искусные сюжетные повороты и описания обстановки увеличивают воздействие. В отзыве роман характеризовался положительно и в нём звучали хвалебные оценки: «невероятная ловкость рук», «исполнено с поразительной уверенностью», «миссис Кристи, как всегда, очень умна». Однако высказывалось предположение, что из-за своей сюжетной неординарности роман может быть подвергнут резкой критике.
Через месяц после опубликования Кристи в интервью для журнала Time рассказывала о своём отношении к этой книге:
Это значительно отличается от всего, что я писала раньше, — эта вещь более серьёзна, настоящая трагедия. Бывает, что в некоторых семьях ребёнок рождается словно для того, чтобы идти по плохой дорожке… Обычно я трачу на книгу три или четыре месяца, но «Ночную тьму» я написала за шесть недель. Если пишешь быстро, результат может оказаться более спонтанным. Образ Майка не был трудным.

## Приём и критика
Роман был одобрительно встречен критикой: «Лучшая Кристи со времён хитроумных шедевров 20-х годов», — писали в лондонской газете «The Sun», а Джон Неймарк назвал его «превосходным детективом и замечательным романом». В книжном обозрении газеты «The Times» (англ. The Times Literary Supplement) 16 ноября 1967 года отмечали: «Было достаточно дерзко со стороны Агаты Кристи писать от лица парня из рабочих слоёв, который женится на бедной богатой малышке, но в прекрасной готической истории о цыганских проклятиях, она всё это мастерски соединяет с мелодраматической закрученной концовкой». В «The Sunday Times» назвали книгу мастерской работой: «Одна из лучших вещей, какие миссис Кристи когда-либо писала». Этому отзыву вторили в «The Guardian» («Самый сногсшибательный [сюрприз] из всех, какие предъявлял этот полный сюрпризов автор»), «Evening Standard» («Кристи на недосягаемой вершине»), «Scotsman» («Коварно изобретательная тайна убийства»). 
Писатель и исследователь творчества Кристи Роберт Барнард назвал роман лучшим из позднего творчества писательницы. В области сюжета он представляет собой соединение ситуаций из романов «Убийство Роджера Экройда» и «Смерть на Ниле». В частности, в последнем случае это касается роли адвоката наследницы в обоих произведениях. Барнард резюмировал своё отношение следующим образом: «Убийство происходит в конце, а потому центральная часть романа кажется бесцельной и даже беллетристической (бедная богатая девушка, цыганское проклятие, и т. д.). Но всё оправдывается концовкой. Прекрасное позднее цветение». По наблюдению А. Титова, сюжет романа восходит к рассказу «Лекарство для мисс Марпл», по поводу которого он заметил: «Несколько неудачная форма повествования, хотя сюжет очень интересный, а развязка весьма оригинальная — недаром этот рассказ в дальнейшем послужит основой для позднего шедевра Кристи — романа „Ночная тьма“». 
Кристи неоднократно называла свои любимые творения, которые на протяжении жизни менялись. В 1972 году, за несколько лет до смерти, она назвала роман в числе десяти наиболее предпочтительных книг на тот момент: «Десять негритят», «Убийство Роджера Экройда», «Объявлено убийство», «Убийство в „Восточном экспрессе“», «Тринадцать загадочных случаев», «Час ноль», «Скрюченный домишко», «Испытание невинностью», «Одним пальцем». По мнению российского исследователя А. Титова, это образец одной из лучших работ «королевы детектива», где, как и во всех её «эпохальных» произведениях, представлены «размышления над связью характера и личности человека с уготованной ему судьбой».

## Художественные особенности

### Характер повествования
Гвен Роббинс отнесла книгу к числу тех литературных опытов к которым «королева детектива» изредка обращалась: «Эксперименты были не совсем удачны, но читатели сохраняли автору верность и раскупали эти романы, как всегда, с большим энтузиазмом. Во всяком случае, эти произведения говорят о её постоянной чуткости к различным тенденциям в жизни общества». А. Титов подчёркивал сильный психологический эффект, оказываемый на читателя, а также отсутствие в книге «ностальгических сантиментов», характерных для позднего периода творчества автора. Книга глубоко индивидуальна несмотря на то, что некоторые приёмы, характеры и мотивы уже использовались Кристи. Так, ведение повествования от лица ненадёжного рассказчика уже имело место в «Убийстве Роджера Экройда», однако в более позднем романе имеет индивидуальные особенности. То же можно сказать и в отношении характеров; некоторые из них похожи на героев «Смерть на Ниле», «Три слепых мышонка» и «Дело Кэртейкера»: «Здесь ей, как ни в каком другом произведении, удалось на удивление тонко и убедительно передать суть характера убийцы, самые глубинные мотивации больной психики».
Роман отличается от работ в детективном жанре, с которыми в первую очередь связывают писательницу. Однако и здесь присутствуют детективные элементы, однако их число ограничено замыслом. Несмотря на это, книга драматична и держит в напряжении: «Это происходит благодаря филигранным, порой почти неуловимым приёмам». Это вызвано и другой особенностью — отсутствием среди персонажей фигуры детектива, что также направлено на достижение эффекта напряжённости действия и неожиданность финала. Цельность роману придаёт своеобразный, но несколько прямолинейный «лейтмотив» — предсказания цыганки.
Макс Маллован относил эту работу жены к числу своих любимых. Во-многом из-за того, что в ней раскрыты характерные для Кристи морально-психологические проблемы. Так, он писал, что лично для него книга представляет значительный интерес «в какой-то степени из-за построения сюжета и глубокого понимания извращённого характера персонажа, который имел возможность обратиться к добру, но выбрал путь зла». Для творчества писательницы вообще было присущи размышления над проблемами добра и зла — «в сочетании с самобытным и интуитивным пониманием психологической подоплёки». Кроме того, по его наблюдению, в романе «драма усиливается благодаря атмосфере „Цыганского подворья“ — участка земли, на который наложено проклятье. Агате показали такой участок среди валлийских пустошей, и это произвело на неё глубокое впечатление». Кристи очень обрадовалась благожелательному приёму книги со стороны её друзей — Джона Спэрроу и Стивена Рэнсимана, так как к их мнению она неизменно прислушивалась.
А. П. Сарахунян, отмечая сюжетную схему опробованную автором в «Убийстве Роджера Экройда», писал о структуре романа: «Отказавшись на этот раз от фигуры сыщика, она строит роман как показания арестованного, перерастающие в исповедь, в ходе которой раскрывается личность преступника».

### Характеристика персонажей
По наблюдению Джанет Морган в романе присутствует ограниченное число персонажей, но это не является недостатком, так как компенсируется интересными характерами. Прежде всего она выделяла образ архитектора Сантоникса, смертельно больного молодого человека; он имеет некоторые черты с Верноном Ли из мелодраматического романа «Хлеб великанов». Также, по её мнению, при его создании Агата ориентировалась на характер друга молодости мужа — Эсме Говарда. 
Холмс увидела своеобразную перекличку между «Домом грёз» — первым рассказом писательницы и «Ночной тьмой», назвав роман в некотором смысле продолжением сюжетной линии своего дебюта. Роджерс, в понимании критика, желает только одного: «обеспеченного и простого человеческого счастья». Как и герой рассказа Джон Сегрейв, он мечтает стать обладателем богатого дома, где намеревается жить с любимой женщиной. Однако в сюжете и характере персонажа двух произведений есть большие отличия. Так описывая роман Холмс писала: «Но на этот раз мечтатель не слабовольный аристократ, а парень достаточно смелый и решительный, чтобы взять от жизни всё, что она ему задолжала. Но кто же разрушил его мечты? Кто убил его любимую? Кто принёс зло в их чудесный дом?»
По наблюдению Титова, сюжетные коллизии, представленные в романе, малореалистичны, но это не столь явно выглядит. Большим достоинством автора является создание ярких и убедительных образов персонажей, причём не только рассказчика, но и других (Элли, Эндрю, Сэнтоникс). Отмечая такие черты Роджерса как индивидуализм, нонконформизм, выступление его против своего участия в каких-либо «классовых» структурах, Титов писал: «В известном смысле этот образ отражает бунтарский характер и самой Кристи, подтрунивающей над чопорностью и ограниченностью добропорядочных англичан с их викторианской закваской». 
Джаред Кейд в книге «Агата Кристи. 11 дней отсутствия» отмечал, что в романе выведен молодой человек, который «наделяет соблазнительницу самыми яркими чертами славной, сексуальной златокудрой валькирии, называя её самым красивым созданием, из всех когда-либо им виденных: „Она благоухает, пленяет и соблазняет сексом…“ Эта книга утверждает, что любовь нельзя разжечь, принеся ей в жертву девственность».

## Экранизация
В 1972 году роман был экранизирован кинокомпанией EMI Films. Режиссёром картины выступил британский режиссёр Сидни Гиллиат. В ролях: Джордж Сандерс, Бритт Экланд и Хейли Миллс. Фильм получил неоднозначные отзывы; не понравился он и самой романистке. По словам Макса Маллована, второго мужа писательницы, этот фильм получился чересчур сложным и не соответствующим духу литературного источника: «…персонажи утратили глубину, и для Агаты, как и для многих её читателей, всё впечатление испортила вставленная в конец эротическая сцена, абсолютно далёкая от авторского замысла».
Сюжет вошёл в телесериал «Мисс Марпл Агаты Кристи», в главной роли — Джулия Маккензи.

### Комментарии
1. ↑  Нумерация тетрадей произвольна: её установила единственная дочь писательницы Розалинда Хикс после смерти матери. В ней нет ни хронологического, ни тематического принципа организации[6].